# 예스코
예스코는 LS그룹 계열에 속하는 서울특별시 동북부 권역의 도시가스 공급 업체이다.

## 본점 및 지점 현황
- 본점: 서울특별시 성동구 자동차시장길 23 (용답동)
- 지점: 경기도 남양주시 늘을1로 55-10 (호평동)